# Christian Fenger
Christian Fenger (* 3. November 1840 in Kopenhagen; † 7. März 1902) war ein dänischer Pathologe, Chirurg und Hochschullehrer.

## Leben
Nach Beendigung seines Studiums 1876 in Kopenhagen arbeitete er in Ägypten und zog nach seinem Aufenthalt in Kairo nach Chicago. Dort war er am Cook County Hospital tätig und lehrte Chirurgie am University of Illinois Medical Center (heute  University of Illinois at Chicago (UIC)).
In seiner langjährigen Tätigkeit als Dozent und Professor verfasste er zahlreiche Schriften zu chirurgischen Themen.
1901 wurde ihm der Dannebrog-Orden verliehen. 1915 wurde in Chicago eine High School ihm zu Ehren umbenannt.

## Ehrungen
- 1901: Dannebrog-Orden